# 朴才范
朴才范（韓語：박재범），韓國電視劇導演。

## 作品列表

### 電視劇
- 2005年：MBC《還生-NEXT》
- 2012年：MBC《想你》
- 2013年：MBC《醜聞：極具衝擊性與不道德的事件》
- 2014年：MBC《改過遷善》
- 2016年：MBC《重新開始》
- 2017年：MBC《醫療船》

### 助理導演作品
- 2003年：MBC《雪人》
- 2003年：MBC《屋塔房小貓》

### 電視劇企劃人
- 2018年：MBC《壞刑警》
- 2019年：MBC《The Banker》

## 外部連結
- NAVER